# Бойз-Ранч (Техас)
Бойз-Ранч (англ. Boys Ranch) — переписна місцевість (CDP) в США, в окрузі Олдем штату Техас. Населення — 173 особи (2020).

## Географія
Бойз-Ранч розташований за координатами 35°32′7″ пн. ш. 102°15′8″ зх. д. / 35.53528° пн. ш. 102.25222° зх. д. (35.535302, -102.252350).  За даними Бюро перепису населення США в 2010 році переписна місцевість мала площу 4,16 км², з яких 4,14 км² — суходіл та 0,03 км² — водойми.

## Демографія
Згідно з переписом 2010 року, у переписній місцевості мешкали 282 особи в 52 домогосподарствах у складі 49 родин. Густота населення становила 68 осіб/км².  Було 58 помешкань (14/км²).
Расовий склад населення:
| - 89,0 % — білих - 6,4 % — чорних або афроамериканців - 1,8 % — корінних американців - 2,1 % — осіб інших рас |

До двох чи більше рас належало 0,7 %. Частка іспаномовних становила 10,6 % від усіх жителів.
За віковим діапазоном населення розподілялося таким чином: 57,4 % — особи молодші 18 років, 41,5 % — особи у віці 18—64 років, 1,1 % — особи у віці 65 років та старші. Медіана віку мешканця становила 16,9 року. На 100 осіб жіночої статі у переписній місцевості припадало 286,3 чоловіків;  на 100 жінок у віці від 18 років та старших — 122,2 чоловіків також старших 18 років.
Середній дохід на одне домашнє господарство  становив 88 266 доларів США (медіана — 69 375), а середній дохід на одну сім'ю — 97 729 доларів (медіана — 71 667). 
Цивільне працевлаштоване населення становило 58 осіб. Основні галузі зайнятості: освіта, охорона здоров'я та соціальна допомога — 67,2 %, мистецтво, розваги та відпочинок — 25,9 %, фінанси, страхування та нерухомість — 3,4 %.